# Parazita szingli
A parazita szingli (japán írásjegyekkel: パラサイトシングル, parasaito shinguru) egy szociológiai–pszichológiai kifejezés olyan egyedülálló személyre, aki a szüleivel él a 20-as évei végén vagy a 30-as évei elején túl, hogy gondtalanabb és kényelmesebb életet éljen. A japán kultúrában a kifejezést különösen a fiatal, hajadon nők negatív jellemzésére használják.

## Etimológia
A parasaito shinguru kifejezést először Masahiro Yamada, a Tokiói Gakugei Egyetem professzora használta 1999 októberében megjelent, A parazita szingulák kora (パラサイトシングルの時代, parasaito shinguru no jidai) című bestsellerében. A fülbemászó kifejezés hamar bekerült a médiába, és mára Japánban közismert kifejezéssé vált.
Yamada professzor ezt követően alkotta meg a „parazita pár” rokon kifejezést, amely az egyik partner szüleivel élő házas gyermekekre vonatkozik, ez a helyzet azonban ritkábban fordul elő, és a „parazita párok” kifejezés kevésbé ismert. Ez egy hagyományos japán életforma, bár az utóbbi években csökkent az elterjedtsége.

## Dinamika
Ez a helyzet lehetővé teszi, hogy a gyerekek jelentős kényelemben éljenek, és míg sokan spórolnak, mások minden jövedelmüket luxuscikkekre, utazásokra és egyéb nem létfontosságú kiadásokra költik. Sok gyermek szeretne a szüleivel élni, amíg meg nem házasodik.
A szülők a maguk részéről gyakran élvezik a gyermekeikkel való együttélést. Sok szülő szeretné megvédeni gyermekeit és a lehető legjobb életkezdést biztosítani számukra. A szülők is élvezik a társaságot és a társas érintkezést, és igyekeznek fenntartani a kapcsolatot. A szülők számára a háztartás további tagja miatti többletkiadások általában csekélyek, mivel a fix költségeket, például a lakbért ettől függetlenül fizetni kell, az élelmiszer és egyéb fogyasztási cikkek többletköltsége pedig néha elhanyagolható. Sok szülő ezt a jövőjükbe való befektetésnek is tekinti, mivel a gyerekeknek nagyobb kötelességük lesz idős korukban gondoskodni a szüleikről (Japánban hagyomány, hogy a gyerekek gondoskodnak idős és fogyatékos szüleikről).

## Japán nők
Japánban manapság egyre több fiatal nő marad hajadon, amit gyakran lázadásnak tekintenek a nők hagyományos, korlátozott feleség- és anyaszerepével szemben. A húszas éveikben még egyedülálló japán nők száma 1985-ben 30,6% volt, 2004-ben pedig 54%.
A fiatal nők életmódja ehelyett a barátokra, a munkára és a rendelkezésre álló jövedelem elköltésére összpontosul; a nem házas japán felnőttek jellemzően a szüleikkel élnek, így megtakarítják a háztartási kiadásokat, és növelik a saját szórakozásra fordítható pénzösszeget. Masahiro Yamada szociológus ezeknek a fiatal felnőtteknek a „parazita szinglik” jelzőt adta. Néhány fiatal nő erre úgy reagált, hogy névjegykártyákat készített a nevükkel és a „parazita szingli” címmel. A japán média nagy terjedelemben foglalkozott a japán születésszám csökkenésével, de a tendencia folytatódik.

## Okok
Általában van egyfajta közösségi érzés, ha más emberekkel osztozunk egy otthonon. A modern társadalmakban az élet fizikailag elszigeteltebb, mint az emberiség történelmében bármikor. Japán ennek a spektrumnak a szélsőségét képviseli, ahol az élet nagy része a munkahelyi interakciók körül forog. A többgenerációs otthoni életmód csak a 20. század végi és a 21. század eleji fogyasztói gazdaság stigmájának összefüggésében furcsa, amely a gazdasági versenyt részesíti előnyben a személyes gazdagodásnál, az élet élvezetével és megbecsülésével szemben. A fiatalok munkába nem állásának szempontja bizonyos szempontból valóban a gazdasági parazitizmust tükrözi, bár ahogyan arra Japánban és az Amerikai Egyesült Államokban rámutattak, az idősebb generációk jelenleg a közép- és magas szintű munkaköröket uralják. Valójában ez a jelenség egy lelki lázadás elkerülhetetlen következménye egy gyorsan változó világ ellen, amelyben a társadalom hatalmas erői egyszerre ítélik el a fiatalokat ambícióhiány miatt, miközben rabszolgasorba akarják taszítani őket anélkül, hogy sok kilátásuk lenne a teljes, kiegyensúlyozott életre, de még a köztes jövő fizikai biztonságára sem.
A lakhatási költségek Japánban köztudottan magasak, különösen a nagyvárosokban vagy azok közelében. Egy élősködő szingli, ha az önálló életet választaná, átlagosan a rendelkezésre álló jövedelmének 2/3-át veszítené el, ráadásul a takarítást és a főzést is magának kellene elvégeznie. Végül egy háztartás létrehozása nagy kezdeti költséggel jár a tartós cikkek, pl. hűtőszekrény, bútor, mosógép és egyéb tárgyak beszerzése esetén. A kaució, a hagyományos pénzbeli ajándék a főbérlőnek („kulcspénz”) és a lakásügynöki díj is könnyen elérheti a hathavi lakbért; ez nem visszatérítendő, és előre kell fizetni. Összefoglalva, az önállósodás nagy kiadásokkal, munkával és az életszínvonal jelentős csökkenésével jár. Ráadásul mivel a japán lakosság túlnyomó többsége a városokban koncentrálódik, minden kívánt foglalkoztatási és szórakozási lehetőség elérhető távolságra van a szülői háztól.
A gazdasági előnyöket az élősködő szinglik minden típusa élvezi, bár vannak különböző alcsoportok. A karrierorientált fiatal jól megfizetett férfiak, a karrierista nők és az office ladyk megengedhetnék maguknak, hogy egyedül éljenek, de jobban kedvelik az otthoni élet anyagi előnyeit, és talán a társaságot és biztonságot is.
Gyakran csak részmunkaidős és rosszul fizetett állást találnak, így alulfoglalkoztatottakká, úgynevezett freeterekké válnak, akik nem engedhetik meg maguknak, hogy önállóan éljenek, függetlenül attól, hogy szeretnének-e vagy sem. Végül egyes felnőtt gyermekek egyáltalán nem akarnak szembenézni a külvilág versenyével, ezért nem keresnek munkát, szélsőséges helyzetekben pedig megpróbálják még a szülői házat sem elhagyni. Ezeket a gyerekeket hikikomori (a társadalomtól elvonuló emberek, szó szerint „magányba vonulók”) néven említik.

## Társadalmi hatás
A parazita szingli jelenség egyik lehetséges mellékhatása az első házasságkötés átlagéletkorának emelkedése (bár ez más tényezőknek is betudható, például a karrierlehetőségeknek és az iskolázottságnak). Míg 1970-ben a japán nők átlagosan 24 évesen, a férfiak pedig 27 évesen házasodtak, addig 2002-re ez az arány a nők esetében 27,4 évre, a férfiaknál pedig 29 évre emelkedett. Ez azt is eredményezte, hogy a nők később vállalnak gyermeket, és a termékenység 30 éves kor utáni csökkenése miatt összességében kevesebb gyermeket vállalnak. Ezt követően, míg 1983-ban minden nő életében átlagosan 1,8 gyermek született, addig 2008-ban ez a szám 1,22 gyermekre csökkent.

## Hasonló jelenségek Japánon kívül
Ezek az életmódok nem korlátozódnak a japán társadalomra; más kultúrákban is találhatunk hasonló megállapodásokat. Olaszországban az élősködő szingliket 2007-ben Tommaso Padoa-Schioppa volt miniszter sértő módon bamboccioninak („nagy [azaz felnőtt] babáknak”) nevezte, ezzel figyelmen kívül hagyta a 20–30 éves lakosság jelentős részének helyzetét. Közép-Európa posztkommunista országaiban a jelenség elfogadottabb, valószínűleg a társadalmi-gazdasági okok, továbbá a fiatal felnőttek átlagjövedelme és az ingatlanárak rendkívül egyenlőtlen aránya miatt. Angol nyelvterületen a basement dweller kifejezésnek olyan konnotációi vannak, amelyek arra utalnak, hogy az illető azért él a szüleivel, mert nincs elég pénze ahhoz, hogy kiköltözzön, és ha lenne elég pénze, akkor a saját lábán élne.
Az élősködő szingli egy másik fogalma Brazíliában található, ahol egyes személyekről azt mondják, hogy paitrocínio (szójáték a pai ’apa’ és a patrocínio ’támogatás’ szavak között). Ezt a szót nem azokra használják, akik a szüleik házában élnek, hanem azokra, akik ugyan elköltöztek otthonról, de még mindig kizárólag vagy nagyrészt a szüleik anyagi támogatására támaszkodnak. Az anyagi függetlenség elérése előtt az otthonról való távozás okai változóak, de többnyire a főiskola miatt, vagy azért, hogy kis vagy bizonytalan kezdeti jövedelemmel kezdjenek karriert, például a művészet vagy a sport területén.

## Lásd még
- Aromantizmus
- Freeter
- Hikikomori
- Men Going Their Own Way
- NEET
- Salaryman
- Szósoku dansi